# Кечъм
Кечъм (на английски: Ketchum) е град в окръг Блейн, Айдахо, Съединени американски щати. Разположен е на 1792 m надморска височина. Населението му е 2689 души (2010 г.).
В Кечъм се самоубива писателят Ърнест Хемингуей (1899 – 1961).